# Гіацинтовий ара
Гіацинтовий ара (Anodorhynchus) — рід птахів родини папугових.

## Зовнішній вигляд
Досить великі папуги. За забарвленням схожі на ара. Є безпері ділянки біля основи дзьоба навколо очей, вуздечка оперена. Дзьоб у них сильний і великий.

## Розповсюдження
Живуть у ряді країн Південної Америки: у Парагваї, Аргентині, Уругваї й Бразилії.

## Спосіб життя
Населяють галерейні тропічні ліси. Спосіб життя їх у природі вивчений мало. Відомо, що тримаються вони парами або сімейними групами. Живляться пальмовими горіхами, плодами й іншою рослинною їжею.

## Розмноження
Гніздяться в дуплах дерев або норах, які риють собі самі за допомогою дзьоба й лабетів у стрімчастих берегах рік. Іноді будують собі гнізда в нішах скель і в розпадинах серед каменів. У кладці 2-4 яйця.

## Загрози й охорона
Два види занесені до Червоного списку МСОП як рідкі й малочисельні.

## Утримання
У неволі їх тримають в основному в зоопарках, тому що великі розміри, більша сила дзьоба й голосний голос створюють труднощі при утриманні в домашніх умовах. Але аматори утримують одиничні екземпляри у будинку як ручних кімнатних вихованців.

## Класифікація
Рід містить у собі 3 види:
- Ара гіацинтовий (Anodorhynchus hyacinthinus)
- Ара синій (Anodorhynchus leari)
- Ара лазуровий (Anodorhynchus glaucus)

Іноді в рід включають † Гваделупського ара (Ara guadeloupensis син. Anodorhynchus purpurascens)